# 天鹰座V604
天鹰座V604（V604 Aquilae）也被称为1905年天鹰座新星（Nova Aquilae 1905）是一颗位于天鹰座的新星，1905年爆发。爆发时最亮视星等为7.6。